# Alena Myslivcová Fučíková
Alena Myslivcová Fučíková (* 2. dubna 1983 Brno) je česká bioložka a vysokoškolská učitelka, od července 2024 děkanka Přírodovědecké fakulty Univerzity Hradec Králové. 

## Životopis
Narodila se v dubnu 1983 v Brně. Po maturitě studovala v letech 2002 až 2007 zdravotnickou bioanalytiku na Farmaceutické fakultě v Hradci Králové Univerzity Karlovy a získala tak magisterský titul. Po studiu začala v roce 2007 působit jako výzkumná pracovnice na Katedře molekulární patologie a biologie Fakulty vojenského zdravotnictví Univerzity obrany, kde zároveň v letech 2007 až 2013 absolvovala doktorské studium molekulární patologie. Setrvala zde do roku 2019. V letech 2012 až 2016 zároveň pracovala jako výzkumná pracovnice ve společnosti Biologicals.
V roce 2014 začala působit na Přírodovědecké fakultě Univerzity Hradec Králové, a to konkrétně na její Katedře biologie, kde se zároveň stala vedoucí oddělení experimentální biologie. Téhož roku se navíc stala po absolvování rigorózního řízení v oboru biochemie na Farmaceutické fakulty Univerzity Karlovy doktorkou přírodních věd. V roce 2019 začala působit jako výzkumná pracovnice ve Vojenském zdravotním ústavu AČR v Praze. V letech 2018 až 2022 působila Fučíková jako členka akademického senátu Přírodovědecké fakulty UHK, než se v roce 2022 stala proděkankou fakulty pro strategii, rozvoj a digitalizaci. V květnu 2024 byla zvolena děkankou Přírodovědecké fakulty UHK. Funkce se ujala v červenci 2024, když ve funkci vystřídala Jana Kříže, který se stal rektorem Univerzity Hradec Králové.
Ve volném čase jsou jejími koníčky volejbal a lezení na skalách. Odborně se zaměřuje mj. na problematiku odpadového hospodářství.

### Obvinění
V listopadu 2024 uvedl server Aktuálně.cz, že Fučíková je jednou z obviněných v případu manipulace zakázek na ministerstvu obrany. Fučíková však jakékoliv provinění odmítla, za Fučíkovou se postavil i rektor hradecké univerzity. V dubnu 2025 byla obžalována z trestného činu zjednání výhody při zadání veřejné zakázky, při veřejně soutěži a veřejné dražbě. Podle obžaloby se měla Fučíková podílet na vynášení informací z veřejných soutěží, které pořádalo ministerstvo obrany, spřízněným společnostem. Fučíková se proti obvinění ohradila s tím, že o zakázkách vůbec nerozhodovala a nemohla je tedy nijak ovlivňovat, přičemž celé obvinění považovala za nedorozumění.